# 2364 Seillier
2364 Seillier eller 1978 GD är en asteroid i huvudbältet som upptäcktes den 1 juni 1978 av den belgiske astronomen Henri Debehogne vid La Silla-observatoriet. Den är uppkallad efter upptäckarens mor.
Asteroiden har en diameter på ungefär 19 kilometer.